# کیونوبو اوکاجیما
کیونوبو اوکاجیما (انگلیسی: Kiyonobu Okajima؛ زادهٔ ۳۰ ژوئن ۱۹۷۱) بازیکن فوتبال اهل ژاپن است.
از باشگاه‌هایی که در آن بازی کرده‌است می‌توان به باشگاه فوتبال اوراوا رد دیاموندز و باشگاه فوتبال توکیو اشاره کرد.